# Saurais
Saurais – miejscowość i gmina we Francji, w regionie Nowa Akwitania, w departamencie Deux-Sèvres.
Według danych na rok 1990 gminę zamieszkiwało 167 osób, a gęstość zaludnienia wynosiła 15 osób/km² (wśród 1467 gmin regionu Poitou-Charentes Saurais plasuje się na 828. miejscu pod względem liczby ludności, natomiast pod względem powierzchni na miejscu 773.).